# La Línea
La Línea es la facción principal del Cártel de Juárez, originalmente diseñada para ser  la unidad ejecutora del cártel, siendo integrado por policías y militares, siendo entrenados en combate urbano. Esta línea de ex-policías fue instalada para proteger a narcotraficantes, pero después de formar una alianza con Barrio Azteca (para luchar contra las fuerzas del Cártel de Sinaloa en 2008), se asentaron en Ciudad Juárez. La Línea estuvo implicado en extorsiones y secuestros. No fue hasta 2021, que La Línea formó una alianza con el CJNG en Ciudad Juárez para luchar contra la influencia e incursiones del Cártel de Sinaloa.Esta alianza culminaría en 2025 cuando el CJNG decidió formar (o al menos planear) una alianza con Los Chapitos, enemigos del Cártel de Juárez.
Durante el servicio al Cártel de Juárez, La Línea ha sido de gran ayuda para Vicente Carrillo Fuentes, ayudando en el control de la organización en Ciudad Juárez, uno de los cruces más importantes para el tráfico de droga hacia los Estados Unidos. A principios de la decada del 2010 la DEA estimó que aproximadamente 70% de la cocaína que se introducia a los Estados Unidos era a través de la frontera El Paso–Juárez.
La Línea está relacionada con las masacres más notorias en Ciudad Juárez, incluyendo la masacre de 16 adolescentes en Villas de Salvárcar, el asesinato 19 pacientes en centro de rehabilitación, el ataque con coche bomba en 2010 y más recientemente la Masacre de la familia LeBaron.en Sonora en 2019. Su exlíder, apodado El Diego, es culpable de llevar a cabo más de 1500 asesinatos de 2008 a 2011 solamente.

## Historia
Un grupo de sicarios irrumpieron a una fiesta dentro de una colonia de  clase trabajadora conocida como Villas de Salvárcar en Ciudad Juárez, asesinato 16 adolescentes el 31 de enero de 2010. Los testigos dijeron que los miembros de cártel llegaron en la escena de delito en siete coches con vidrios polarizadas, cerraron la calle y bloquearon las salidas. Entonces ellos asaltaron la fiesta partido y abrieron fuego a las víctimas cuando  miraban un partido de futbol. Algunos de los adolescentes fueron asesinados cuando intentaron huir y sus cadáveres fueron encontrados en las casas colindantes. Cuando los vecinos se escondieron en sus casas, algunos llamaron a los servicios de emergencia pero el ejército mexicano y la policía Federal no llegaron hasta que después de haber ocurrido el ataque. Cuándo las autoridades mexicanas llegaron, una multitud grande reunida en la escena de delito como los vecinos y miembros familiares de las víctimas, cuyas edades variaron de 15 a 20 años, llorando y encendiendo velas. Inicialmente no mencionaron sus nombres para evitar represalias. Los parientes y los testigos entrevistados después de la masacre insistieron en que los adolescentes no tenían nexos con el tráfico de drogas y era "niños buenos." Los familiares no encontraron una declaración oficial de los motivos detrás del asesinato, pero la masacre reflejo todas las señales de la violencia que Ciudad Juárez vivía desde años anteriores.  Los vídeos de la escena de delito describen una vivienda escasamente amueblada con charcos grandes de sangre en el piso y las paredes, además, más de 100 casquillos bala que fueron encontrados en la escena de delito. Las autoridades mexicanas emitieron una recompensa de $1 millones pesos para cualquiera qué proporcionara información que dirigiera al arresto de los asesinos.
Uno por uno, los ataúdes de las víctimas estuvieron llevados a cabo de sus casas el 4 de febrero de 2010, cuando sus familias reclamaron para justicia. El entonces gobernador del estado de Chihuahua, José Reyes Baeza Terrazas, apareció inesperadamente para demostrar sus respetos a las familias. Felipe Calderón, el presidente de México, también visitó los miembros familiares y entregó una placa conmemorativa a los padres de las víctimas. El alcalde de Ciudad Juárez dijo que la masacre fue un acto aleatorio de violencia por las bandas de narcotraficantes ya que las víctimas  no tenían lazos aparentes con el crimen organizado. Pero Calderón fue ampliamente criticado por sus comentarios iniciales después de la masacre, donde clamaba que aquellos asesinatos tenían fuertes nexos con delito organizado. Los padres de las víctimas colgaron enormes pancartas fuera de sus casas que acusan al presidente de fallarles para buscarles justicia y explícitamente diciendo que "hasta encontrar a los responsables." El gobierno federal de México respondió a la masacre por implementar el programa "Todos Somos Juárez", el cual apuntó para mejorar la educación y desarrollo social, crear trabajos, y mejorar los beneficios de salud en Ciudad Juárez. El programa tuvo un presupuesto de $400 millones de pesos para reparar el tejido social de la ciudad. Calderón ha conocido con representantes y personas jóvenes del programa federal para hablar y analizar las problemáticas de la ciudad. También se descubrió el enorme tráfico de armas desde El Paso, Texas y criticó la postura de los Estados Unidos para no renovando una prohibición a las armas de asalto que comenzó en 2004.
Cuatro días después de la masacre, un sospechoso identificado como José Dolores Arroyo Chavarría fue arrestado por el ejército mexicano. Confeso a las autoridades que el Cártel de Juárez había recibido información de que supuestos miembros del cártel rival estaban teniendo una fiesta el día que los jóvenes fueron asesinados. El sospechoso dijo que actuó como vigía para los 24 hombres armados que perpetraron el asesinato y tuvieron órdenes de "matar a todo el mundo dentro." A mediados de 2011, cuatro hombres relacionados al crimen fueron encontrados culpable de los asesinatos y fue sentenciado a 240 años cada por el estado de Chihuahua. En 2012 sea más tarde confirmado por las autoridades mexicanas que la masacre estuvo ordenada por José Antonio Acosta Hernández (El Diego), un líder de La Línea  ahora encarcelado. Un dirigente de pandilla del Barrio Azteca también admitido a tener ordenado la masacre porque pensaron que habían miembros de pandilla estaban allí. A pesar de los arrestos, muchos de los miembros familiares no estaban satisfechos con los esfuerzos del gobierno mexicano y mencionaron que planeaban abandonar México y buscar refugio en Texas para proteger a sus hijos. "Ni siquiera pensé mucho para irme a los Estados Unidos" dijo uno de los miembros familiares, "Pero México nos ha abandonado, nos traicióno."

### Tiroteo en centro de rehabilitación de Chihuahua
Docenas de hombres armados con rifles AR-15 y  AK-47 llegaron en seis vehículos a las instalaciones de la clínica de rehabilitación Vida y facilidad de Fe, administrado por la iglesia, ocurrió en la ciudad Chihuahua en alrededor de las 11:00 p. m. el 10 de junio de 2010. Los sicarios cubiertos con pasamontañas, y clamaron ser policías, desalojando a los pacientes fuera de la clínica. Una vez los  habían alineado 23 personas fueron atacados, muriendo un total de 19 e hiriendo cuatro. Las autoridades mexicanas encontraron más de 200 casquillos de bala en la escena. Según el pastor, algunos de los hombres en la facilidad eran exmiembros de la pandilla de Los Mexicles, quiénes luchan junto con los Artistas Asesinos y el Cártel de Sinaloa para el control de las rutas de contrabando en el estado. La mayoría de las edades de las víctimas iban de los 23 a 65, (incluyendo un ciego y un menor de edad). Según las investigaciones, los atacantes dejaron cuatro cartulinas escritas, pero las autoridades no liberaron el contenido de los mensajes. La clínica de tres pisos albergaba a adictos por 90 días, a pesar de que algunas de las víctimas tenían más de un año o dos en rehabilitación.
En junio de 2011, un dirigente de La Línea admitió planear y coordinar el ataque contra el centro de rehabilitación.
Las autoridades mexicanas declararon que las clínicas de rehabilitación son usadas por los grupos criminales para el reclutamiento de nuevos miembros, y a menudo matan a quienes no cooperan, no pagan a tiempo o roban a un vendedor de droga. Además, los cárteles frecuentemente apuntan a clínicas no reguladas, ya que estas pueden aceptar sin ningún problema a miembros del cártel a superar una adicción. A diferencia de las clínicas administradas por el gobierno, los centros privados no están asociados con el sistema penal y han limitado medidas de seguridad, dejando las víctimas vulnerables a ataques por venganza o la eliminación de un potencial informante de la policía. En Ciudad Juárez solamente,  hay alrededor de 100,000 personas con problemas con las drogas, siendo presas fáciles para clínicas de rehabilitación clandestinas Algunos miembros de los cártel incluso se infiltran a las clínicas como adictos. Una vez obtienen información del lugar, cooptan a los trabajadores o los asesinan. Algunos de los adictos venden caramelo y gomas de mascar en los semáforos de la ciudad para ayudar a financiar el centro de rehabilitación, pero los cárteles han tomado esta oportunidad de forzarles a también vender drogas. Los cárteles también han creado y dirigido pseudo-clínicas, usualmente les dan dos elecciones: el trabajar como traficante de drogas o ser asesinados. Los cárteles usualmente "eliminan" a sus miembros adictos, esto porque las organizaciones criminales reclutan rápidamente a más jóvenes .

##### Emboscada en abril de 2010
El 23 de abril donde un grupo de cerca de 30 sicarios de La Línea emboscaron a un grupo de policías federales que dejó como saldo seis policías federales, una civil adolescente y un delincuente muertos y dos oficiales fueron heridos, esto en el crucero de las avenidas Durango y Santiago Troncoso, en Ciudad Juárez. El ataque fue señalado de ser la prueba de la profesionalización de la organización, llegando a perpetrar ataques directos contra las autoridades.

### Coche bomba de Ciudad Juárez
Un ataque con coche bomba ocurrió el 16 de junio del 2010 en Ciudad Juárez, cuándo miembros de La Línea detonaron 10 kg  de C-4 desde un teléfono celular, siendo el primer ataque con coche bomba usada en la actual Guerra contra las drogas. Antes de la detonación, los miembros de cártel habían vertido a un hombre herido con uniforme policial en la acera para engañar las autoridades mexicanas y paramedicos más cercanos al vehículo. Las autoridades fueron notificadas por una llamada de emergencia de una presunta ejecución, siendo un señuelo para la atraerlos al lugar de la explosión. Un policía y un paramédico que acudieron a la escena, murieron al detonar el coche. El hombre herido, (quién no era un agente policial), y un civil también murieron. Un camarógrafo que estaba en escena fue gravemente herido pero alcanzó a filmar la explosión.
El ataque conmociono México y levantó preocupaciones en los Estados Unidos,  las autoridades consideraron una "nueva dimensión de terror" y una clara escalada en las táctica y armamento desplegado por las organizaciones de narcotráfico en México. Las imágenes de televisión donde mostraban un vehículo con una rueda intacta y dos Policías Federales en llamas en el área céntrica de la ciudad, las  autoridades de EE. UU. respondieron a los ataques con preocupación, denostando a Colombia durante los 90´s e incluso comparándolo el escenario con lo ocurrido en Irak y Afganistán."  El ataque y las amenazas de más ataques golpearon hasta el valor del peso en el mercado. Sin embargo, incluso con múltiples coches bomba, los cárteles mexicanos de la droga no han cambiado su enfoque para atacar a los civiles en lugar de a las fuerzas de seguridad. y por ello la etiqueta de "narcoterrorism" no está muy clara.
Un mensaje se dejó en la escena donde decía que La Línea era responsable del ataque, y amenazaba por más:
 

### Masacre de Horizontes del sur
El 23 de octubre del 2010, durante la fiesta de cumpleaños de un chico en la colonia Horizontes del Sur en Ciudad Juárez, Chihuahua, varios hombres armados irrumpieron a la propiedad matando a 14 personas e hiriendo más de 20. Después de disparar más de 70 balas, los atacantes huyeron de la escena en tres autos diferentes alrededor de 11:00 p. m.. Según las descripciones de los testigos, los atacantes eran adolescentes que habían asegurado el área bloqueando el tráfico. La policía mexicana se negó a comentar si el asesinato estuvo relacionado con las drogas, pero la respuesta de Felipe Calderón fue notablemente diferente a la masacre de Villas de Salvárcar, donde afirmó que la masacre probablemente se debió a ajustes internos entre los cárteles.
La matanza en Horizontes del Sur tuvo similitudes sorprendentes con la masacre en el barrio Villas de Salvárcar a principios de ese mismo año, que tuvo lugar a solo una milla de distancia y donde 15 personas también fueron baleadas en una fiesta. Las autoridades mexicanas concluyeron que había dos posibles explicaciones para la masacre: La Línea y Los Aztecas fueron los responsables de los asesinatos, o "pistoleros independientes" fueron pagados para matar a una persona apodada El Ratón, presunto miembro de Artistas Asesinos.

### Nacimiento del nuevo cártel de Juárez
A través de 10 "narcomantas" encontradas en Ciudad Juárez el 25 de enero de 2011, un grupo criminal conocido como Nuevo Cártel de Juárez (NCDJ) anuncia su existencia liderado por Hijos y sobrinos de Amado Carrillo Fuentes. En las pancartas escritas, el NCDJ amenaza al jefe de policía de la ciudad, Julián Leyzaola, llamándolo delincuente con placa policial. Uno de los mensajes prometía que la NCDJ planeaba "matar a un policía por día" hasta que Leyzaola suspendiera su supuesto apoyo al Cártel de Sinaloa. Poco se sabía del NCDJ además de un video que subieron en línea en septiembre de 2011, donde interrogaban a un guardia de la prisión que, según afirmaban, trabajaba para el cartel de Sinaloa (su cuerpo fue encontrado muerto más tarde).
En respuesta a las amenazas de muerte del NCDJ, el alcalde de Ciudad Juárez permitió que los policías fuera de servicio portaran sus armas, dado que la mayoría de los policías locales asesinados en la ciudad fueron atacados en sus casas o camino al trabajo, y alentarlos vivir en hoteles. Reorganizaciones como la del NCDJ son comunes en la guerra contra las drogas en México, pero a menudo han llevado a una mayor propagación de la violencia. Por ejemplo, después del arresto de muchos de los líderes del Cartel de Beltrán-Leyva, la organización se dividió en facciones más pequeñas: el Cartel del Pacífico Sur, La Mano con Ojos y otras bandas regionales. Y aunque ninguna de estas pandillas tiene el poder cercano de su grupo original, han desencadenado peleas en varios estados de México. En otros casos, sin embargo, las reorganizaciones no son tan severas; cuando La Familia Michoacana se dividió en el Cartel de los Caballeros Templarios, el impacto fue leve. El declive de la influencia de Vicente Carrillo Fuentes sugiere que el fracaso de los grupos locales tiene mucho que ver con el declive del liderazgo. Por lo tanto, el impacto del NCDJ depende de si pueden reconstituir una fuerza capaz de luchar contra el cártel de Sinaloa durante mucho tiempo, pero hasta el momento, el NCDJ no representa una amenaza directa para el establecimiento de Sinaloa y para la reapertura de una nueva lucha por Ciudad Juárez.

### Alianza con Los Zetas
A través de carteles y grafitis en el estado de Chihuahua en junio de 2011, La Línea anunció que había formado una alianza con Los Zetas, un grupo criminal formado originalmente por excomandos del Special Forces, y amenazan a los operativos del cártel de Sinaloa. Por otro lado, el cártel de Sinaloa formó una alianza con el Cártel del Golfo, los antiguos patrones de Los Zetas, y con la ahora extinta La Familia Michoacana, formando la llamada "Nueva Federación". Durante ese tiempo, Los Zetas ya tenían una alianza con los ex socios de Sinaloa, el Cártel Beltrán-Leyva, una organización extinta que posiblemente había entrenado a los soldados de La Línea durante meses o incluso años, según la inteligencia mexicana.
Con la alianza, Los Zetas pueden ofrecer soldados y entrenamiento a La Línea a cambio de acceso a Ciudad Juárez y sus rutas de contrabando..

## Declive de la organización
El declive del Cártel de Juárez comenzó en 1997 tras la muerte de Amado Carrillo Fuentes, pero se aceleró a mediados del 2000 cuando el Cártel de Sinaloa intentó apoderarse de los bienes de la organización criminal y mudarse a la ciudad. En 2010, la violencia en Ciudad Juárez alcanzó su punto máximo, con un promedio de 10 homicidios por día, o alrededor de 230 asesinatos por cada 100,000 habitantes al año. Ese mismo año, el promedio en todo México fue de 18 asesinatos por cada 100,000 habitantes. La Línea y el Cartel de Juárez se vieron perjudicados por el arresto de José Antonio Acosta Hernández (alias El Diego), un importante capo de la droga acusado por las autoridades mexicanas de ordenar más de 1500 asesinatos. La lucha de cuatro años de Joaquín Guzmán Loera en Ciudad Juárez dejó más de 10.000 muertos desde 2008, pero evidencia muestra que las tasas de homicidios en Ciudad Juárez disminuyeron en un 59.8 % en la primera mitad de 2012 en comparación con el mismo período de 2011, y las autoridades mexicanas atribuyeron esta disminución al éxito de sus organismos encargados de hacer cumplir la ley. 
No obstante, los expertos le dijeron a El Paso Times que parte de la razón por la cual la violencia en Ciudad Juárez disminuyó se debe a que el cártel de Sinaloa ha consolidado su dominio sobre el ahora debilitado cártel de Juárez. El cártel de Juárez continúa operando en la ciudad, pero ya no tiene el monopolio y parece incapaz de expandirse. Otros expertos se hacen eco de que el cartel está teniendo dificultades para pagar a sus miembros y que la violencia seguirá disminuyendo a medida que se erosiona su hegemonía. Su relación con la pandilla Barrio Azteca también se ha visto afectada por el declive del cártel. Los informes de NPR indicaron que varias personas en Ciudad Juárez, incluidos, entre otros, periodistas locales y ex policías, percibieron que el gobierno mexicano supuestamente favorecía al cartel de Sinaloa en su batalla contra el cartel de Juárez.  No obstante, también se incluyeron contraargumentos de expertos en seguridad.
La victoria reportada del Cártel de Sinaloa posiblemente no detenga las fuerzas del Cártel de Juárez; mientras Vicente Carrillo Fuentes esté vivo y libre, es posible que la guerra en la zona continúe. Con opciones limitadas, el cartel de Juárez se ha visto obligado a reorganizar sus fuerzas y optar por extorsiones y secuestros, mientras que Gente Nueva, el brazo armado del cartel de Sinaloa, recibe financiamiento de otros estados. Además, el corredor de la droga en Ciudad Juárez sigue siendo un territorio crucial para las organizaciones narcotraficantes mexicanas, por lo que la ciudad podría seguir presenciando batallas por el control de las lucrativas rutas de contrabando, incluso a una escala cada vez menor. Y aunque el surgimiento del Nuevo Cártel de Juárez aún no se ha materializado, la amenaza aún persiste.

### Detenciones
El 17 de mayo de 2018, un vocero de la policía federal mexicana anunció que el líder del grupo, Carlos Arturo Quintana, quien es conocido como “El 80”, fue capturado en el poblado de Namiquipa en el occidente de Chihuahua y que al hacerlo no recibió ningún dísparo.
En enero de 2020, el líder de La Línea Luis Antonio N. fue arrestado por el asesinato de dos miembros de la Guardia Nacional. En febrero de 2020, otro miembro de La Línea fue arrestado en la región de El Paso. Un mes después, otro miembro de La Línea fue arrestado en la región de El Paso, el 25 de mayo de 2020, el teniente de La Línea Gibran RS, también conocido como “El Mocho, junto con su esposa Daniela y dos presuntos secuaces fueron detenidos en Jiménez. También identificado como Luis Alberto M., también fue denunciado como el "líder" de La Línea y se creía que era responsable de los recientes incidentes en los que 20 policías fueron hospitalizados desde el 20 de mayo de 2020 después de ser emboscado. Sin embargo, al día siguiente, informó que los policías locales seguían siendo blanco de disparos y que el arresto provocó un ataque contra el cuartel de la policía estatal. Se cree que el hermano de El Mocho, Fernando, y dos miembros de La Línea identificados como “El Canguro” y “El Torres” ayudaron a El Mocho en las actividades ilegales del grupo.
Sin embargo, más tarde se creyó que el nuevo líder del cártel de La Empresa, identificado como "El Gnomo", continuó los ataques contra la policía local, lo que resultó en la muerte de nueve atacantes y dos policías policías para el 29 de mayo, y que la continuación en realidad fue desencadenado por los arrestos recientes del anterior líder de La Empresa, José Dolores Villegas Soto, alias "El Iraki" o "El iraquí", y otros miembros prominentes de La Empresa solo identificados por los apodos de "Tío" y "Goofy". Se creía que El Mocho se había convertido en el verdadero líder de La Línea luego del arresto y encarcelamiento de su predecesor Ricardo Arturo “El Piporro” C.
Durante las investigaciones relacionadas con la Masacre de la familia LeBaron, es detenido en el municipio de Nuevo Casas Grandes el 26 de noviembre del 2020, Roberto González Montes, alias El Mudo o El 32, detenido junto con sus escoltas y señalado como el autor intelectual del multihomicidio. Las autoridades confirmaron que "El Mudo" fue exagente de la policía municipal del municipio de Madera, Chihuahua, además de que  Juzgado Décimo Tercero de Distrito de Amparo en materia Penal del primer circuito, negó darle la opción del juicio de amparo.
Es detenido Jesús Marcelo A. A. “el Chuya” o “el 29”, el 19 de abril del 2021, esto por ser detenido por ser uno de los principales generadoras de violencia en los municipios de Ascensión y Janos, así como sospechoso de la masacre a la familia LeBarón. El 4 de mayo del mismo año es detenido a Ricardo Alonso “N”, alias “Coma Boby Larios”, quien según las investigaciones del caso es uno de los implicados en el atentado contra integrantes de la familia LeBarón.

### Ataques posteriores
La Línea es el principal sospechoso de cometer la Masacre de la familia LeBaron, matando a 9 personas e hiriendo a seis más (incluyendo un grupo de mujeres y menores de edad) pertenecientes a la familia méxico-estadounidense de credo mormón LeBaron, en una intrincada zona de la Sierra Madre Occidental en las inmediaciones de la comunidad de La Mora, municipio de Bavispe, en el extremo noreste del estado de Sonora y muy cercano a sus límites con el de Chihuahua.
El 3 de junio del 2021, presuntos miembros de la Línea ejecutaron al comandante de la Agencia Estatal de Investigación en Ojinaga, Chihuahua. Según reportes mencionan que fue asesinado y su cuerpo incinerado, luego de que criminales lo interceptaron sobre la carretera de cuota a Falomir, informo la Fiscalía General de Chihuahua.
El 16 de abril del 2022 es asesinado el directo del Instituto Nacional de Migración (Inami) en la región noroeste de Chihuahua, su escolta y junto a otros tres civiles, dejando como el saldo cinco personas muertas, cuatro vehículos incendiados y con impactos de bala, y cientos de casquillos a lo largo de un kilómetro de la carretera Janos-Ascensión.